# Carlton Usher
Carlton Usher, född 19 december 1968, är en friidrottare från Belize. Han deltog vid olympiska sommarspelen 1988.